# Capiz
Capiz là một tỉnh thuộc vùng Tây Visayas của Philippines. Tỉnh lỵ là thành phố Roxas. Tỉnh nằm ở phần phía đông bắc của đảo Panay, giáp các tỉnh Antique và Aklan về phía tây, và giáp với Iloilo về phía nam, phía bắc là biển Sibuyan. Capiz được biết đến với thần thoại về Aswang, một loài vật có các đặc điểm giống ma cà rồng, quái vật và phù thủy.

## Địa lý
Capiz nằm trên hòn đảo Panay, sông Panay chảy qua tỉnh khá nổi tiếng với một số lượng lớn cá sấu sống ở đây. Đất trồng rất nghèo dinh dưỡng ở phía bắc của hòn đảo và hầu hết nông sản đến từ phần phía nam. Capiz được bao bọc bởi biển Mindoro và các sông Panay, Loctugan, Ivisan.

## Nhân khẩu
Vì các vấn đề lịch sử, hiện nay Capiz gồm ba thành phần dân tộc là nhóm bộ tộc Aeta hay còn gọi là Negritos, bộ tộc Mundo có nguồn gốc từ Indonesia và người Mã Lai. Tỷ lệ biết chữ trong tỉnh là 90,5%

## Lịch sử
Capiz trở thành điếm định cư thứ hai của người Tây Ban Nha tại Philippines tiếp sau Cebu khi hạm trưởng Diego de Artienda được Legaspi cử đi và tuyên bố Pan-ay là thủ phủ của tỉnh. Sau đó tỉnh lỵ chuyển về Roxas như ngày nay. Capiz thời kỳ tiền Tây Ban Nha vốn đã là một trong những nơi sớm được người Mã Lai định cư, có thể cách đó hàng thế kỷ. Capiz và Aklan được quản trị dưới cùng một tỉnh cho đến ngày 25/04 khi được Tổng thống Philippines Ramon Magsaysay ký lệnh chia tách hai tỉnh.

## Hành chính
Ngoài thành phố tỉnh lỵ Roxas, Capiz còn có 16 đô thị tự trị:
| - Cuartero - Dao - Dumalag - Dumarao - Ivisan - Jamindan - Ma-ayon - Mambusao | - Panay - Panitan - Pilar - Pontevedra - President Roxas - Sapi-an (hay Sapian) - Sigma - Tapaz |